# Лі Нак Йон
Лі Нак Йон (кор. 이낙연, 李洛淵, I Nagyeon, Ri Ragyŏn; нар. 20 грудня 1951) — корейський політик, сорок п'ятий прем'єр-міністр Республіки Корея.
Закінчив юридичний факультет Національного університету в Сеулі, потім 21 рік працював журналістом у «The Dong-Ilbo». В 2000 році був обраний до Національної Асамблеї Південної Кореї від Демократичної партії. Працював під орудою президентів Кім Де Чжун та Но Му Хьон. У наступні роки він ще тричі був переобраний до парламенту, де був депутатом до 2014 року. У липні 2014 року він був призначений губернатором провінції Південна Чолла.
10 травня 2017 року, наступного дня після перемоги на Президентських виборах, новий президент Мун Чже Ін призначив його прем'єр-міністром Південної Кореї. Уряд розпочав роботу 31 травня 2017 року, після ухвалення парламентом.